# Dinner Time
Dinner Time is een korte animatiefilm uit 1928, geproduceerd en geregisseerd door Paul Terry. Het filmpje werd geproduceerd in de Van Beuren Studios. Dinner Time maakt deel uit van een reeks filmpjes getiteld Aesop's Film Fables, met in de hoofdrol Terry’s creatie Farmer Al Falfa die probeert een groep hongerige honden te verjagen.
Dinner Time was een van de eerste animatiefilmpjes met geluid. Het filmpje ging in première in New York op 1 september 1928, en werd officieel uitgebracht door Pathé Exchange op 14 oktober 1928, een maand voor Walt Disney's Steamboat Willie. Dinner Time was echter geen groot succes, waardoor Disney’s film vaak wordt gezien als de eerste animatiefilm met geluid.

## Externe link

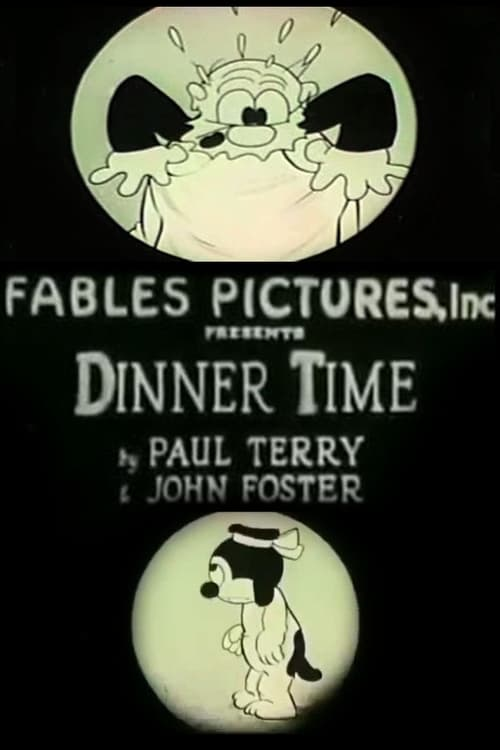